# Coniopteryx (Xeroconiopteryx) ujhelyii
Coniopteryx (Xeroconiopteryx) ujhelyii is een insect uit de familie van de dwerggaasvliegen (Coniopterygidae), die tot de orde netvleugeligen (Neuroptera) behoort. 
Coniopteryx (Xeroconiopteryx) ujhelyii is voor het eerst wetenschappelijk beschreven door Sziráki in 1992.